# سندس پوینت سیپلن بس
سندس پوینت سیپلن بس (به انگلیسی: Sands Point Seaplane Base) یک فرودگاه همگانی است که یک باند فرود آب دارد و طول باند آن ۱۸۲۹ متر است. این فرودگاه در شهر پورت واشینگتن، نیویورک کشور ایالات متحده آمریکا قرار دارد و در ارتفاع ۰ متری از سطح دریا واقع شده است.